# Hai môn phối hợp Bắc Âu tại Thế vận hội Mùa đông 2018 - Đồi lớn đồng đội/4 × 5 km
Nội dung đồi lớn đồng đội/4 × 5 km nam của hai môn phối hợp Bắc Âu tại Thế vận hội Mùa đông 2018 diễn ra vào ngày 22 tháng 2 năm 2018 tại Alpensia Ski Jumping Centre và Alpensia Cross-Country Centre ở Pyeongchang, Hàn Quốc.

## Các đội tham dự
- Áo
- Cộng hòa Séc
- Phần Lan
- Pháp
- Đức
- Ý
- Nhật Bản
- Na Uy
- Ba Lan
- Hoa Kỳ

## Kết quả

### Trượt tuyết nhảy xa
Trượt tuyết nhảy xa diễn ra lúc 16:30.
| Hạng | Số áo                  | Quốc gia                                                                       | Thành tích (m)          | Điểm                          | Cách biệt thời gian |
| ---- | ---------------------- | ------------------------------------------------------------------------------ | ----------------------- | ----------------------------- | ------------------- |
| 1    | 7 7–1 7–2 7–3 7–4      | Áo · Mario Seidl · Bernhard Gruber · Lukas Klapfer · Wilhelm Denifl            | 131.0 136.0 131.0 138.5 | 469.5 112.6 117.9 114.6 124.4 | –                   |
| 2    | 9 9–1 9–2 9–3 9–4      | Đức · Eric Frenzel · Vinzenz Geiger · Fabian Rießle · Johannes Rydzek          | 137.0 129.5 127.5 138.0 | 464.7 123.6 102.6 109.2 129.3 | +0:06               |
| 3    | 8 8–1 8–2 8–3 8–4      | Nhật Bản · Hideaki Nagai · Go Yamamoto · Yoshito Watabe · Akito Watabe         | 127.0 132.5 128.0 137.5 | 455.3 106.8 111.3 110.9 126.3 | +0:19               |
| 4    | 10 10–1 10–2 10–3 10–4 | Na Uy · Jørgen Graabak · Jarl Magnus Riiber · Espen Andersen · Jan Schmid      | 133.5 128.5 132.0       | 449.2 114.4 117.9 105.0 111.9 | +0:27               |
| 5    | 5 5–1 5–2 5–3 5–4      | Pháp · François Braud · Jason Lamy-Chappuis · Antoine Gérard · Maxime Laheurte | 129.5 127.5 127.0 133.0 | 417.9 127.0 92.2 97.6 116.4   | +1:09               |
| 6    | 3 3–1 3–2 3–3 3–4      | Cộng hòa Séc · Ondřej Pažout · Miroslav Dvořák · Lukáš Daněk · Tomáš Portyk    | 123.0 120.5 119.5 131.0 | 382.2 100.1 88.0 81.5 112.6   | +1:56               |
| 7    | 6 6–1 6–2 6–3 6–4      | Phần Lan · Ilkka Herola · Leevi Mutru · Hannu Manninen · Eero Hirvonen         | 133.0 108.0 116.0 133.5 | 381.3 116.6 61.3 82.4 121.0   | +1:58               |
| 8    | 1 1–1 1–2 1–3 1–4      | Ba Lan · Wojciech Marusarz · Paweł Słowiok · Adam Cieślar · Szczepan Kupczak   | 114.0 107.0 121.5 130.0 | 337.2 72.8 67.9 85.6 110.9    | +2:56               |
| 9    | 2 2–1 2–2 2–3 2–4      | Hoa Kỳ · Ben Loomis · Ben Berend · Taylor Fletcher · Bryan Fletcher            | 111.5 120.0 100.0 129.5 | 324.8 78.2 87.5 52.9 106.2    | +3:13               |
| 10   | 4 4–1 4–2 4–3 4–4      | Ý · Aaron Kostner · Lukas Runggaldier · Alessandro Pittin · Raffaele Buzzi     | 106.5 105.5 112.5 123.0 | 291.8 69.4 56.9 77.0 88.5     | +3:57               |

### Băng đồng
Nội dung trượt tuyết băng đồng tiếp sức được bắt đầu vào lúc 19:20.
| Hạng | Số áo                  | Quốc gia                                                                       | Thời gian xuất phát | Thời gian băng đồng                     | Hạng | Thời gian về đích | Kém     |
| ---- | ---------------------- | ------------------------------------------------------------------------------ | ------------------- | --------------------------------------- | ---- | ----------------- | ------- |
| 1    | 2 2–1 2–2 2–3 2–4      | Đức · Vinzenz Geiger · Fabian Rießle · Eric Frenzel · Johannes Rydzek          | 0:06                | 46:03.8 11:33.8 11:24.1 11:05.4 12:00.5 | 1    | 46:09.8           | —       |
| 2    | 4 4–1 4–2 4–3 4–4      | Na Uy · Jan Schmid · Espen Andersen · Jarl Magnus Riiber · Jørgen Graabak      | 0:27                | 46:35.5 11:24.9 11:55.5 11:28.2 11:46.9 | 2    | 47:02.5           | +52.7   |
| 3    | 1 1–1 1–2 1–3 1–4      | Áo · Wilhelm Denifl · Lukas Klapfer · Bernhard Gruber · Mario Seidl            | 0:00                | 47:17.6 11:52.2 11:53.8 11:23.6 12:08.0 | 5    | 47:17.6           | +1:07.8 |
| 4    | 3 3–1 3–2 3–3 3–4      | Nhật Bản · Yoshito Watabe · Hideaki Nagai · Go Yamamoto · Akito Watabe         | 0:19                | 47:59.6 11:43.5 11:49.7 12:22.1 12:04.3 | 7    | 48:18.6           | +2:08.8 |
| 5    | 5 5–1 5–2 5–3 5–4      | Pháp · Antoine Gérard · François Braud · Maxime Laheurte · Jason Lamy-Chappuis | 1:09                | 47:28.0 11:39.8 11:47.2 12:00.8 12:00.2 | 6    | 48:37.0           | +2:27.2 |
| 6    | 7 7–1 7–2 7–3 7–4      | Phần Lan · Leevi Mutru · Ilkka Herola · Eero Hirvonen · Hannu Manninen         | 1:58                | 46:42.5 11:41.0 11:26.5 11:26.7 12:08.3 | 3    | 48:40.5           | +2:30.7 |
| 7    | 6 6–1 6–2 6–3 6–4      | Cộng hòa Séc · Tomáš Portyk · Ondřej Pažout · Lukáš Daněk · Miroslav Dvořák    | 1:56                | 48:11.1 11:41.5 12:09.3 12:08.1 12:12.2 | 8    | 50:07.1           | +3:57.3 |
| 8    | 10 10–1 10–2 10–3 10–4 | Ý · Lukas Runggaldier · Aaron Kostner · Raffaele Buzzi · Alessandro Pittin     | 3:57                | 47:17.1 11:45.2 12:06.3 11:37.5 11:48.1 | 4    | 51:14.1           | +5:04.3 |
| 9    | 8 8–1 8–2 8–3 8–4      | Ba Lan · Paweł Słowiok · Wojciech Marusarz · Szczepan Kupczak · Adam Cieślar   | 2:56                | 48:28.8 11:44.3 12:20.8 12:22.9 12:00.8 | 10   | 51:24.8           | +5:15.0 |
| 10   | 9 9–1 9–2 9–3 9–4      | Hoa Kỳ · Taylor Fletcher · Ben Berend · Ben Loomis · Bryan Fletcher            | 3:13                | 48:13.5 11:38.7 12:42.3 11:51.3 12:01.2 | 9    | 51:26.5           | +5:16.7 |